# Ladies European Tour 2010
De Ladies European Tour 2010 was het 32ste seizoen van de Ladies European Tour, sinds 1979. Het seizoen begon met het Pegasus New Zealand Women's Open, in februari, en eindigde met de Omega Dubai Ladies Masters, in december. Er stonden 26 toernooien op de agenda.

## Kalender
| Data  | Data  | Toernooi                                | Stad              | Winnaar                   | Score | Score | Info                           |
| ----- | ----- | --------------------------------------- | ----------------- | ------------------------- | ----- | ----- | ------------------------------ |
| 25-02 | 28-02 | Pegasus New Zealand Women's Open        | Christchurch      | Laura Davies              | 279   | –9    |                                |
| 04-03 | 07-03 | ANZ Ladies Masters                      | Gold Coast        | Karrie Webb               | 262   | –26   |                                |
| 11-03 | 14-03 | ISPS Handa Women's Australian Open      | Cheltenham        | Yani Tseng                | 283   | –9    |                                |
| 18-03 | 20-03 | Lalla Meryem Cup                        | Agadir            | Anja Monke                | 208   | –8    | Nieuw toernooi                 |
| 22-04 | 2-04  | European Nations Cup                    | Spanje            | Zweden po                 | 267   | –21   |                                |
| 07-05 | 09-05 | Turkish Airlines Ladies Open            | Belek             | Melissa Reid              | 216   | –3    |                                |
| 13-05 | 16-05 | Ladies German Open                      | Wörthsee          | Laura Davies              | 277   | –11   |                                |
| 27-05 | 30-05 | Allianz Ladies Slovak Open              | Brezno            | Maria Hernandez           | 280   | –8    |                                |
| 04-06 | 06-06 | ABN AMRO Ladies Open                    | Rotterdam         | Florentyna Parker po      | 213   | –6    |                                |
| 17-06 | 20-06 | Deutsche Bank Ladies Swiss Open         | Ticino            | Lee-Anne Pace             | 204   | –12   |                                |
| 25-06 | 27-06 | Portugal Ladies Open                    | Turcifal          | Karen Lunn                | 204   | –12   |                                |
| 01-07 | 04-07 | Tenerife Ladies Open                    | Tenerife          | Trish Johnson             | 274   | –14   |                                |
| 22-07 | 25-07 | Evian Masters                           | Évian-les-Bains   | Jiyai Shin                | 274   | –14   |                                |
| 29-07 | 01-08 | Ricoh Women's British Open              | Southport         | Yani Tseng                | 277   | –11   |                                |
| 06-08 | 08-08 | Ladies Irish Open                       | Kill              | Sophie Gustafson          | 204   | –12   | 54-holes (regenweer)           |
| 12-08 | 15-08 | S4C Wales Ladies Championship of Europe | Conwy             | Lee-Anne Pace             | 282   | –6    |                                |
| 18-08 | 20-08 | Aberdeen Ladies Scottish Open           | East Lothian      | Virginie Lagoutte-Clément | 217   | +1    |                                |
| 27-08 | 29-08 | Finnair Masters                         | Helsinki          | Lee-Anne Pace             | 199   | –14   |                                |
| 03-09 | 05-09 | UNIQA Ladies Golf Open                  | Wiener Neustadt   | Laura Davies              | 205   | –11   |                                |
| 09-09 | 12-09 | Open de France Féminin                  | Baillet-en-France | Trish Johnson po          | 274   | –14   |                                |
| 16-09 | 19-09 | Open de España Femenino                 | Benahavis         | Laura Davies              | 202   | –11   | 54-holes (regenweer)           |
| 22-10 | 24-10 | Sanya Ladies Open                       | Sanya             | Lee-Anne Pace             | 205   | –11   | Nieuw toernooi                 |
| 29-10 | 31-10 | Suzhou Taihu Ladies Open                | Suzhou            | Lee-Anne Pace po          | 211   | –5    |                                |
| 04-11 | 07-11 | Korea-European Ladies Masters           | Jeju              | Kim Hyun-ji               | 208   | –8    | 54-holes (weersomstandigheden) |
| 11-11 | 13-11 | Hero Women's Indian Open                | New Delhi         | Laura Davies              | 213   | –3    |                                |
| 08-12 | 11-12 | Omega Dubai Ladies Masters              | Dubai             | Iben Tinning              | 277   | –11   |                                |

| Majors |  | po = winnares na play-off |